# Mitglieder der Württembergischen Landstände 1870 bis 1876
Diese Liste umfasst die Mitglieder der Württembergischen Landstände des Königreichs Württemberg in der Wahlperiode von 1870 bis 1876.
Während dieser Wahlperiode tagte der 25. ordentliche Landtag vom 19. Dezember 1870 bis zum 20. Juni 1874 und der 26. ordentliche Landtag vom 15. März 1875 bis zum 4. November 1876.

## Das Präsidium der Ersten Kammer (Kammer der Standesherren)
25. Landtag vom 19. Dezember 1870 bis zum 20. Juni 1874:

Präsident: Graf Albert von Rechberg zu Rothenlöwen und Hohenrechberg und seit dem 23. Januar 1872 Fürst Wilhelm von Waldburg zu Zeil und Trauchburg

Vizepräsident: Fürst Hermann zu Hohenlohe-Langenburg, seit dem 11. Juli 1871 Fürst Wilhelm von Waldburg zu Zeil und Trauchburg und seit dem 5. Februar 1872 wieder Fürst Hermann zu Hohenlohe-Langenburg
26. Landtag vom 15. März 1875 bis zum 4. November 1876:

Präsident: Fürst Wilhelm von Waldburg zu Zeil und Trauchburg

Vizepräsident: Fürst Hermann zu Hohenlohe-Langenburg

## Die Mitglieder der Ersten Kammer

### Prinzen des Hauses Württemberg
- Königlicher Prinz Wilhelm von Württemberg
- Königlicher Prinz August von Württemberg war in dieser Wahlperiode nie persönlich anwesend
- Herzog Alexander Konstantin von Württemberg
- Herzog Eugen III. Alexander Erdmann von Württemberg († 1875)
- Herzog Wilhelm Eugen (IV.) von Württemberg
- Herzog Wilhelm von Württemberg war in dieser Wahlperiode nie persönlich anwesend
- Herzog Nikolaus von Württemberg war nie persönlich anwesend
- Herzog Maximilian von Württemberg war in dieser Wahlperiode nie persönlich anwesend
- Herzog Friedrich Alexander von Württemberg war nie persönlich anwesend und ließ sich vertreten
- Herzog Philipp von Württemberg war nie persönlich anwesend und ließ sich vertreten

### Standesherren
- Fürst Ludwig zu Bentheim und Steinfurt seit 1875 als Nachfolger des verstorbenen Fürsten zu Solms-Braunfels, war aber nie persönlich anwesend und ließ sich vertreten
- Fürst Karl Egon III. zu Fürstenberg war nie persönlich anwesend und ließ sich vertreten
- Fürst Albert zu Hohenlohe-Bartenstein-Jagstberg
- Fürst Karl zu Hohenlohe-Bartenstein wurde zeitlebens wegen mangelnder Befähigung von seinem Bruder und Vormund, dem Fürsten Albert zu Hohenlohe-Bartenstein-Jagstberg, vertreten.
- Fürst Hermann zu Hohenlohe-Langenburg
- Fürst Hugo zu Hohenlohe-Öhringen, bzw. stellvertretend dessen Sohn, der Prinz Christian Kraft zu Hohenlohe-Öhringen, der sich jedoch ebenfalls stets vertreten ließ
- Fürst Friedrich zu Hohenlohe-Waldenburg-Schillingsfürst bzw. als Stellvertreter sein Sohn Nikolaus zu Hohenlohe-Waldenburg-Schillingsfürst
- Graf Gustav von Königsegg-Aulendorf
- Fürst Wilhelm zu Löwenstein-Wertheim-Freudenberg war vertreten durch den Fürsten zu Hohenlohe-Langenburg
- Fürst Karl zu Löwenstein-Wertheim-Rosenberg war selten persönlich anwesend du ließ sich meist vertreten
- Graf Erwin Franz von Neipperg war nie persönlich anwesend
- Fürst Otto zu Oettingen-Spielberg bzw. zeitweise vertreten durch seinen Sohn Franz Albrecht, dem Nachfolger als Fürst von Oettingen-Spielberg. 1874 schied die Linie Spielberg des Hauses Oettingen aus der württembergischen Kammer der Standesherren aus. Dies wurde wirksam mit dem Gesetz vom 8. Oktober 1874 über die Aufhebung der fürstlichen Lehenshoheit über das württ. Rittergut Dambach im Oberamt Ellwangen.
- Fürst Karl Friedrich Kraft zu Oettingen-Wallerstein
- Graf Kurt von Pückler-Limpurg
- Graf Otto Wilhelm von Quadt zu Wykradt und Isny seit 1872 vertreten durch seinen Sohn, Bertram von Quadt-Wykradt-Isny
- Graf Albert von Rechberg und Rothenlöwen zu Hohenrechberg , bzw. sein Sohn Otto von Rechberg und Rothenlöwen zu Hohenrechberg als Stellvertreter
- Graf Heinrich von Schaesberg-Thannheim wegen Minderjährigkeit bis 1879 vertreten durch Fürst Wilhelm von Waldburg zu Zeil und Trauchburg
- Fürst Ferdinand zu Solms-Braunfels († 1873)
- Fürst Maximilian Karl von Thurn und Taxis († 1871), gefolgt von Maximilian Maria, Fürst von Thurn und Taxis der wegen Minderjährigkeit vertreten wurde durch Fürst Franz von Waldburg zu Wolfegg und Waldsee
- Fürst Friedrich von Waldburg zu Wolfegg und Waldsee († 1871), bzw. sein Sohn  Franz von Waldburg zu Wolfegg und Waldsee als Stellvertreter und Nachfolger
- Fürst Wilhelm von Waldburg zu Zeil und Trauchburg
- Fürst Eberhard II. von Waldburg zu Zeil und Wurzach
- Fürst Alfred zu Windischgrätz († 1876), war nie persönlich anwesend und ließ sich vertreten.

### Auf Lebenszeit ernannte Mitglieder
- Fidel Baur von Breitenfeld
- Ernst von Geßler
- Freiherr Emil von Holzschuher
- Johannes von Kuhn
- Freiherr Joseph von Linden
- Freiherr Constantin von Neurath († 1876)
- Andreas von Renner
- Karl von Riecke 1872 in die Kammer eingetreten
- Karl Friedrich von Sigel († 1872)
- Hermann von Werner

## Das Präsidium der Zweiten Kammer (Kammer der Abgeordneten)
25. Landtag vom 19. Dezember 1870 bis zum 20. Juni 1874:

Alterspräsident: Karl August Fetzer

Präsident: Franz von Weber bis zu seinem Tode, danach seit 1875 Dr. Julius Hölder

Vizepräsident: Heinrich von Sick bis zur Niederlegung seines Mandats im Mai 1872, danach seit November 1872 Dr. Julius Hölder
26. Landtag vom 15. März 1875 bis zum 4. November 1876:

Präsident: Dr. Julius Hölder

Vizepräsident: Ludwig von Schwandner

## Die 23 bevorrechtigten Mitglieder der Zweiten Kammer

### Vertreter der Ritterschaft des Neckarkreises
- Freiherr Wilhelm von Gemmingen-Guttenberg-Bonfeld
- Graf August von Uxkull-Gyllenband
- Freiherr Karl von Varnbüler

### Vertreter der Ritterschaft des Jagstkreises
- Freiherr Adolf von Crailsheim († 1873)
- Freiherr Adolf Hofer von Lobenstein
- Freiherr Wilhelm von Stetten (1873 in die Kammer eingetreten)
- Freiherr Georg von Woellwarth-Lauterburg

### Vertreter der Ritterschaft des Schwarzwaldkreises
- Freiherr Wilhelm von Gültlingen
- Freiherr Edmund von Ow
- Freiherr Kuno von Wiederhold

### Vertreter der Ritterschaft des Donaukreises
- Freiherr Wilhelm König von Königshofen
- Freiherr Richard König von und zu Warthausen
- Freiherr Karl von Palm
- Moritz Schad von Mittelbiberach

### Vertreter der evangelischen Landeskirche
- Generalsuperintendent von Heilbronn: Hermann Adolf von Stock und seit 1871 Friedrich von Brackenhammer
- Generalsuperintendent von Ludwigsburg: Albert von Hauber
- Generalsuperintendent von Reutlingen: Dr. Christian Friedrich von Dettinger und seit 1873 Dr. Georg Heinrich von Merz
- Generalsuperintendent von Hall: Gebhard von Mehring und seit 1873 Johann Friedrich Karl von Beck
- Generalsuperintendent von Tübingen: Dr. Ludwig von Georgii
- Generalsuperintendent von Ulm: Paul Friedrich von Lang

### Vertreter des Bistums Rottenburg
- Bischof von Rottenburg: Karl Joseph von Hefele ließ sein Mandat stets ruhen
- Domkapitular von Rottenburg: Anton von Dannecker
- Dienstältester katholischer Dekan: Thomas von Maier 1874 in den Ruhestand getreten, gefolgt von Marcell Binder[1]

## Die 70 gewählten Abgeordneten der Zweiten Kammer

### Die Abgeordneten der sieben „guten Städte“
| Stadt       | Name                                                               | Partei               |
| ----------- | ------------------------------------------------------------------ | -------------------- |
| Stuttgart   | Dr. Heinrich von Sick (legte 1872 sein Mandat nieder)              |                      |
| Stuttgart   | Dr. Oskar von Wächter                                              | DP                   |
| Tübingen    | Professor Dr. Christian von Palmer (legte 1872 sein Mandat nieder) | Beitrittsbefürworter |
| Tübingen    | Friedrich August von Stein (legte 1875 sein Mandat nieder)         |                      |
| Tübingen    | Dr. Karl Dorn                                                      |                      |
| Ludwigsburg | Viktor Körner († 1871)                                             | DP                   |
| Ludwigsburg | Friedrich Baumgärtner                                              |                      |
| Ellwangen   | Leonhard Bayrhammer                                                | Beitrittsgegner      |
| Ulm         | Dr. Eduard Pfeiffer                                                | DP                   |
| Heilbronn   | Friedrich Eduard Mayer (legte 1874 sein Mandat nieder)             | DP                   |
| Heilbronn   | Friedrich von Rauch                                                |                      |
| Reutlingen  | Johann Heinrich Finckh                                             | DP                   |

### Die Abgeordneten der Oberämter desNeckarkreises
| Oberamt           | Name                                          | Partei                   |
| ----------------- | --------------------------------------------- | ------------------------ |
| Backnang          | Friedrich von Dillenius                       |                          |
| Besigheim         | Karl Gottlob Bälz                             | Beitrittsbefürworter     |
| Böblingen         | Dr. Otto Elben                                | DP                       |
| Brackenheim       | Georg von Schneider                           |                          |
| Cannstatt         | Franz von Weber († 1874)                      | Beitrittsbefürworter     |
| Cannstatt         | Gustav von Elben                              | Gast der Fraktion der DP |
| Esslingen         | Christoph Anton von Wolff                     | DP                       |
| Heilbronn (Amt)   | Karl Haag                                     |                          |
| Leonberg          | Johannes Daur (legte 1874 sein Mandat nieder) | Beitrittsgegner          |
| Leonberg          | Dr. Friedrich von Bitzer                      | DP                       |
| Ludwigsburg (Amt) | Philipp Paulus                                | DP                       |
| Marbach           | Eugen Müller                                  |                          |
| Maulbronn         | Karl August Fetzer                            | DP                       |
| Neckarsulm        | Ludwig von Schwandner                         | Landespartei             |
| Stuttgart (Amt)   | Gustav Müller († 17. Mai 1875)                | DP                       |
| Stuttgart (Amt)   | Wilhelm von Zipperlen                         | DP                       |
| Vaihingen         | Franz Hopf                                    | Beitrittsgegner          |
| Waiblingen        | Gebhard Friedrich Simon                       |                          |
| Weinsberg         | Johannes Mühlhäuser                           | Beitrittsbefürworter     |

### Die Abgeordneten der Oberämter desJagstkreises
| Oberamt         | Name                               | Partei                             |
| --------------- | ---------------------------------- | ---------------------------------- |
| Aalen           | Dr. Moriz Mohl                     |                                    |
| Crailsheim      | Dr. Otto von Sarwey                | Beitrittsbefürworter               |
| Ellwangen (Amt) | Friedrich Retter                   | VP                                 |
| Gaildorf        | Karl von Scheurlen († 1872)        |                                    |
| Gaildorf        | Maximilian von Kern                |                                    |
| Gerabronn       | Gottlob Friedrich Egelhaaf         | parteilos, aber der VP nahestehend |
| Gmünd           | Karl von Streich                   |                                    |
| Hall            | August Oesterlen                   | VP                                 |
| Heidenheim      | Friedrich Fink                     | DP                                 |
| Künzelsau       | Dr. Rudolf Bucher                  | Beitrittsbefürworter               |
| Mergentheim     | Freiherr Dr. Hermann von Mittnacht |                                    |
| Neresheim       | Joseph Laurentius Ruf              | Landespartei                       |
| Öhringen        | Wilhelm Schall                     | DP                                 |
| Schorndorf      | August von Hofacker                | Landespartei                       |
| Welzheim        | Jakob Friz                         | stand der DP nahe                  |

### Die Abgeordneten der Oberämter desSchwarzwaldkreises
| Oberamt          | Name                                                 | Partei               |
| ---------------- | ---------------------------------------------------- | -------------------- |
| Balingen         | Louis Schwarz                                        | VP                   |
| Calw             | Christian Friedrich Schuldt                          |                      |
| Freudenstadt     | Wilhelm Walther                                      |                      |
| Herrenberg       | Karl Gottlieb Schüle (legte sein Mandat 1871 nieder) | Beitrittsbefürworter |
| Herrenberg       | Georg von Morlok                                     |                      |
| Horb             | Wilhelm Erath                                        | VP                   |
| Nagold           | Christoph Geigle (legte sein Mandat 1872 nieder)     |                      |
| Nagold           | Johannes Richter                                     |                      |
| Neuenbürg        | Erhard Beutter                                       | Landespartei         |
| Nürtingen        | Friedrich Nübel                                      |                      |
| Oberndorf        | Augustin Gutheinz                                    | VP                   |
| Reutlingen (Amt) | Johannes Rehm                                        | Beitrittsbefürworter |
| Rottenburg       | Georg Vogt                                           | DP                   |
| Rottweil         | Anton von Boscher                                    | Beitrittsbefürworter |
| Spaichingen      | Leodegar Bühler                                      | Beitrittsbefürworter |
| Sulz             | Tobias Vogt                                          | Beitrittsbefürworter |
| Tübingen (Amt)   | Karl Hermann von Hörner                              |                      |
| Tuttlingen       | Christian Storz                                      |                      |
| Urach            | Georg Friedrich von Lenz                             | DP                   |

### Die Abgeordneten der Oberämter desDonaukreises
| Oberamt    | Name                                             | Partei               |
| ---------- | ------------------------------------------------ | -------------------- |
| Biberach   | Rudolf Probst                                    | Fraktion der Linken  |
| Blaubeuren | Friedrich Auch (legte 1874 sein Mandat nieder)   |                      |
| Blaubeuren | Heinrich von Sick                                |                      |
| Ehingen    | Karl von Schmid                                  | DP                   |
| Geislingen | Dr. Robert Römer (legte 1871 sein Mandat nieder) | DP                   |
| Geislingen | Karl von Hohl                                    | Landespartei         |
| Göppingen  | Dr. Julius Hölder                                | DP                   |
| Kirchheim  | Christian Mayer                                  | DP                   |
| Laupheim   | Dr. Wilhelm Vollmer                              | Beitrittsgegner      |
| Leutkirch  | Ernst Völmle                                     | Beitrittsgegner      |
| Münsingen  | Jakob Bosler                                     | DP                   |
| Ravensburg | Albert Khuen                                     | Beitrittsbefürworter |
| Riedlingen | Andreas Rath                                     |                      |
| Saulgau    | Friedrich Küble (verlor 1871 sein Mandat)        |                      |
| Saulgau    | Joseph Mesmer                                    |                      |
| Tettnang   | Alois Wilhelm Maier                              |                      |
| Ulm (Amt)  | Gustav Albert von Kolb († 1876)                  | Beitrittsbefürworter |
| Ulm (Amt)  | Johann Friedrich Haug                            | DP                   |
| Waldsee    | Johannes Uhl                                     | VP                   |
| Wangen     | Xaver Dentler                                    | Fraktion der Linken  |